# Kolin (Dolice)
Kolin (deutsch Kollin) ist ein Dorf in der Woiwodschaft Westpommern in Polen. Es gehört zur Gmina Dolice (Gemeinde Dölitz) im Powiat Stargardzki (Stargarder Kreis).

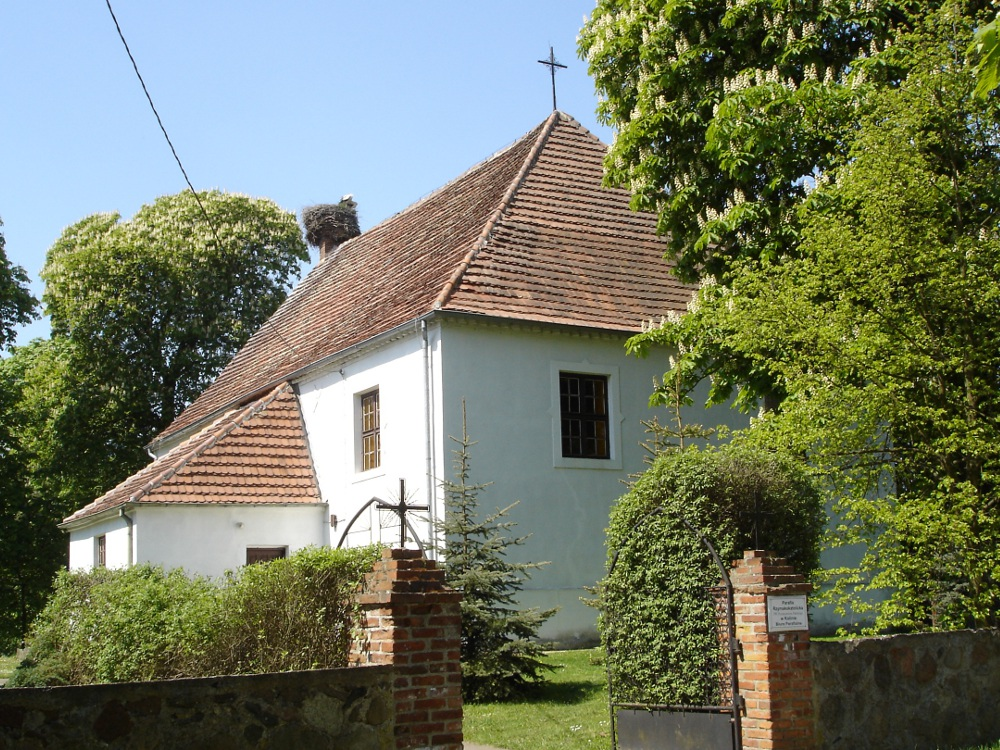
Dorfkirche

## Geographische Lage
Das Dorf liegt in Hinterpommern, etwa 40 Kilometer südöstlich von Stettin und etwa 12 Kilometer südlich der Kreisstadt Stargard. 
Das Dorf liegt an der Faulen Ihna. Nachbardörfer sind im Nordwesten Strzebielewo (Streblow), im Nordosten Krępcewo (Kremzow) und im Südosten Morzyca (Blumberg).

## Geschichte
Die Ortschaft wird wohl erstmals in einer Urkunde aus dem Jahre 1229 genannt, in der Herzog Barnim I. von Pommern gemeinsam mit seiner Mutter, Herzogin Miroslawa, dem Johanniterorden die von seinem Vater und seinem Großvater geschenkten Besitzungen bestätigte. Jedenfalls wird der in der Urkunde stehende Ortsname „Colo“ überwiegend auf Kollin bezogen. Danach gehörte Kollin zu den ältesten Besitzungen des Johanniterordens im Herzogtum Pommern. Mit Gewissheit wurde Kollin im Jahre 1487 unter den Besitzungen des Johanniterordens genannt.
In Ludwig Wilhelm Brüggemanns Ausführlicher Beschreibung des gegenwärtigen Zustandes des Königlich Preußischen Herzogtums Vor- und Hinterpommern (1784) ist Collin, wie es damals geschrieben wurde, unter den adeligen Gütern des Pyritzschen Kreises aufgeführt. Es lag „auf der Landstraße von Landsberg, Bernstein und Berlinchen nach Stargard und Stettin“. Damals gab es hier ein Ordensamt, eine Wassermühle, einen Prediger, einen Küster, 17 Bauern, zehn Kossäten, einen Krug und eine Schmiede, insgesamt 78 Haushaltungen („Feuerstellen“). Die Kirche war eine Mutterkirche, deren Filial das Dorf Strebelow war. Das Dorf Collin gehörte zusammen mit den Dörfern Strebelow und Wittichow zum Ordensamt Collin des Johanniterordens, dessen Herrenmeister damals Prinz Ferdinand von Preußen war.
Ab dem 19. Jahrhundert bestanden die Landgemeinde Collin und der Gutsbezirk Collin nebeneinander. Später wurde der Gutsbezirk in die Landgemeinde eingemeindet.
Bis 1945 bildete Kollin eine Gemeinde im Kreis Pyritz der Provinz Pommern. Zur Gemeinde gehörte auch der Wohnplatz Bahnhof Kollin (Pom.).
Nach dem Zweiten Weltkrieg kam Kollin, wie alle Gebiete östlich der Oder-Neiße-Grenze, an Polen. Die Bevölkerung wurde vertrieben. Der Ortsname erhielt die Schreibweise „Kolin“.

## Entwicklung der Einwohnerzahl
- 1867: 526 Einwohner in der Landgemeinde und 118 Einwohner im Gutsbezirk[5]
- 1871: 515 Einwohner in der Landgemeinde und 115 Einwohner im Gutsbezirk[5]
- 1925: 586 Einwohner[4]

## Söhne und Töchter des Ortes
- Johannes Paul Quandt (1863–1937), deutscher lutherischer Geistlicher, Superintendent und Konsistorialrat in Königsberg i. Pr.
- Fritz von Randow (1908–1995), deutscher Politiker (DVU)
- Günter Havenstein (1928–2008), deutscher Leichtathlet, Olympiateilnehmer 1960